# Лемеші (Чернігівський район)
Ле́меші — село в Україні, у Козелецькій селищній громаді Чернігівського району Чернігівської області. Населення становить 543 особи (2014). До 2016 року орган місцевого самоврядування — Лемешівська сільська рада.

## Історія
Офіційна дата заснування — 1709 рік, однак поселення під назвою Лемяшевской хутір (як і багато навколишніх поселень) було згадане в переписній книзі Малоросійського приказу (1666). Також наведено відомості про мешканця хутора: Θедка Вешняк, у него вол. Село згадується в одній з перших повістей Тараса Шевченка «Княгиня».
12 червня 2020 року, відповідно до розпорядження Кабінету Міністрів України № 730-р «Про визначення адміністративних центрів та затвердження територій територіальних громад Чернігівської області», затверджений склад Козелецької селищної громади.
19 липня 2020 року, в результаті адміністративно-територіальної реформи та ліквідації Козелецького району, село увійшло до складу Чернігівського району Чернігівської області.

## Населення

### Мова
Розподіл населення за рідною мовою за даними перепису 2001 року:
| Мова       | Кількість | Відсоток |
| ---------- | --------- | -------- |
| українська | 603       | 96.95 %  |
| російська  | 18        | 2.89 %   |
| білоруська | 1         | 0.16 %   |
| Усього     | 622       | 100 %    |

## Пам'ятки

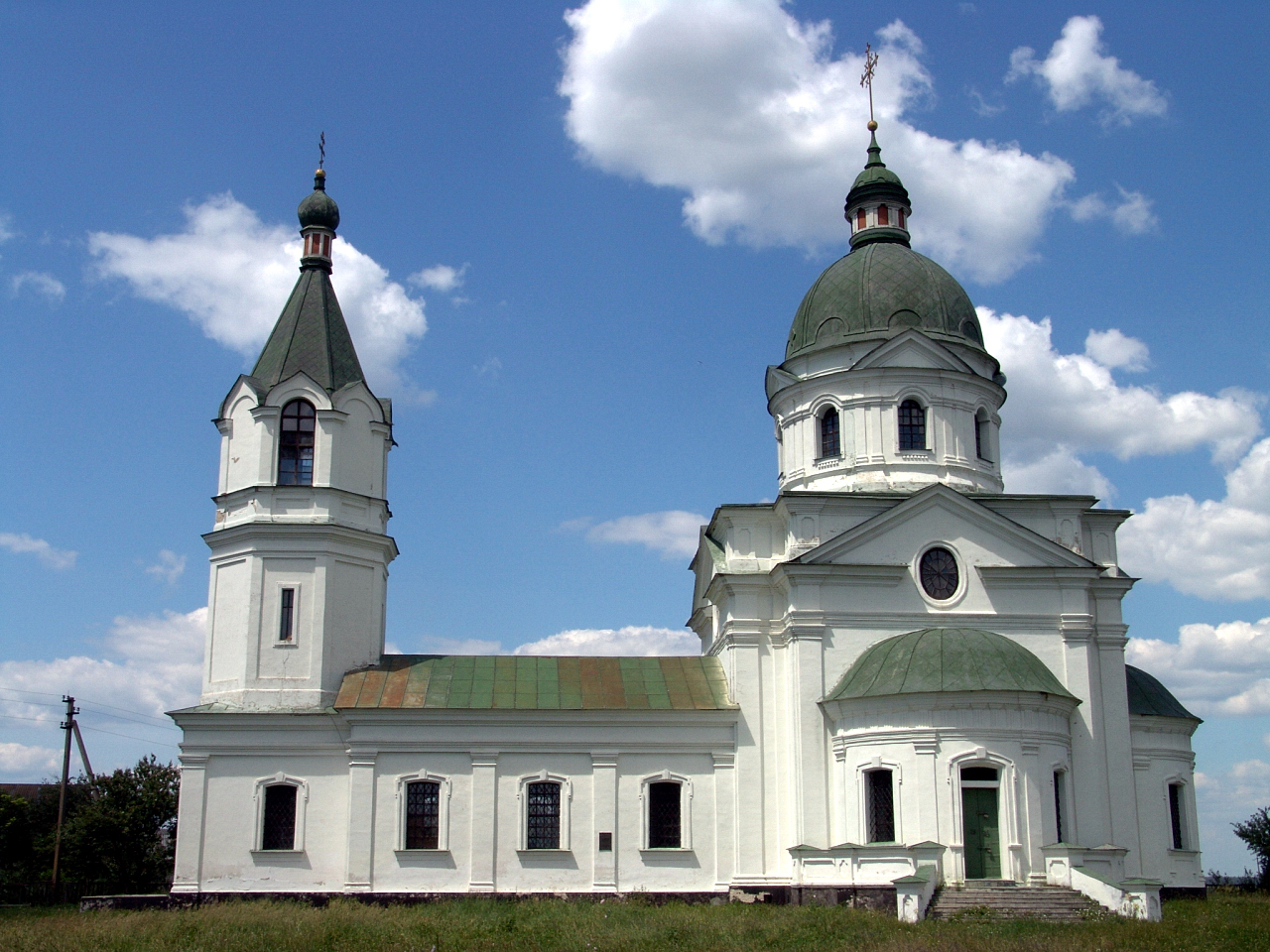
Трьохсвятительська церква
У 1755 році на замовлення Олексія Розумовського була зведена Трьохсвятительська церква. Храм побудовано над могилою Григорія Розумовського (Розума; † бл. 1730) — батька Олексія та Кирила. Церква була названа на честь трьох святителів — Григорія Богослова, Василія Великого та Івана Золотоустого — Григорій Богослов був патроном Григорія Розума. Хоча, за церковними документами, замовником храму був Олексій Розумовський, за будівництвом, швидше за все, наглядала його мати Наталія Дем'янівна.
Цю церкву у 1914 році розписував український живописець-монументаліст Михайло Бойчук, уродженець Тернопільщини.
Пам'ятник Леніну
У травні 2013 у засобах масової інформації з'явилось повідомлення про те, що невідомі особи, застосувавши вогнепальну зброю, пошкодили в селі пам'ятник Леніну. Проте у одному з блогів фотографію пошкодженого пам'ятника опублікували ще 8 квітня 2013 року.

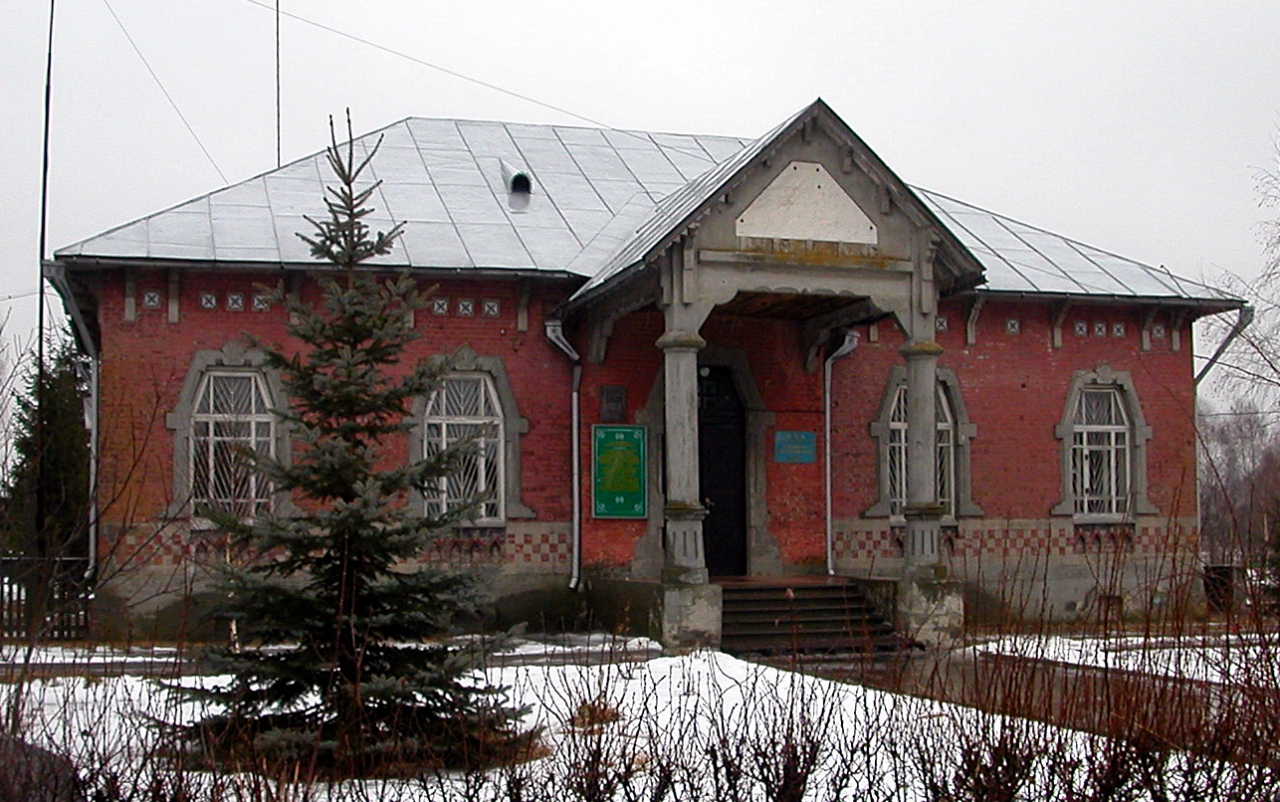
Будинок колишньої земської школи

25 липня 2013 року, до свята хрещення Київської Русі, комуністи Чернігівщини урочисто відкрили монумент Леніну, відреставрований після суттєвого його пошкодження 19 травня 2013 року.
22 лютого 2014 року пам'ятник Леніну був демонтований.

## Особистості

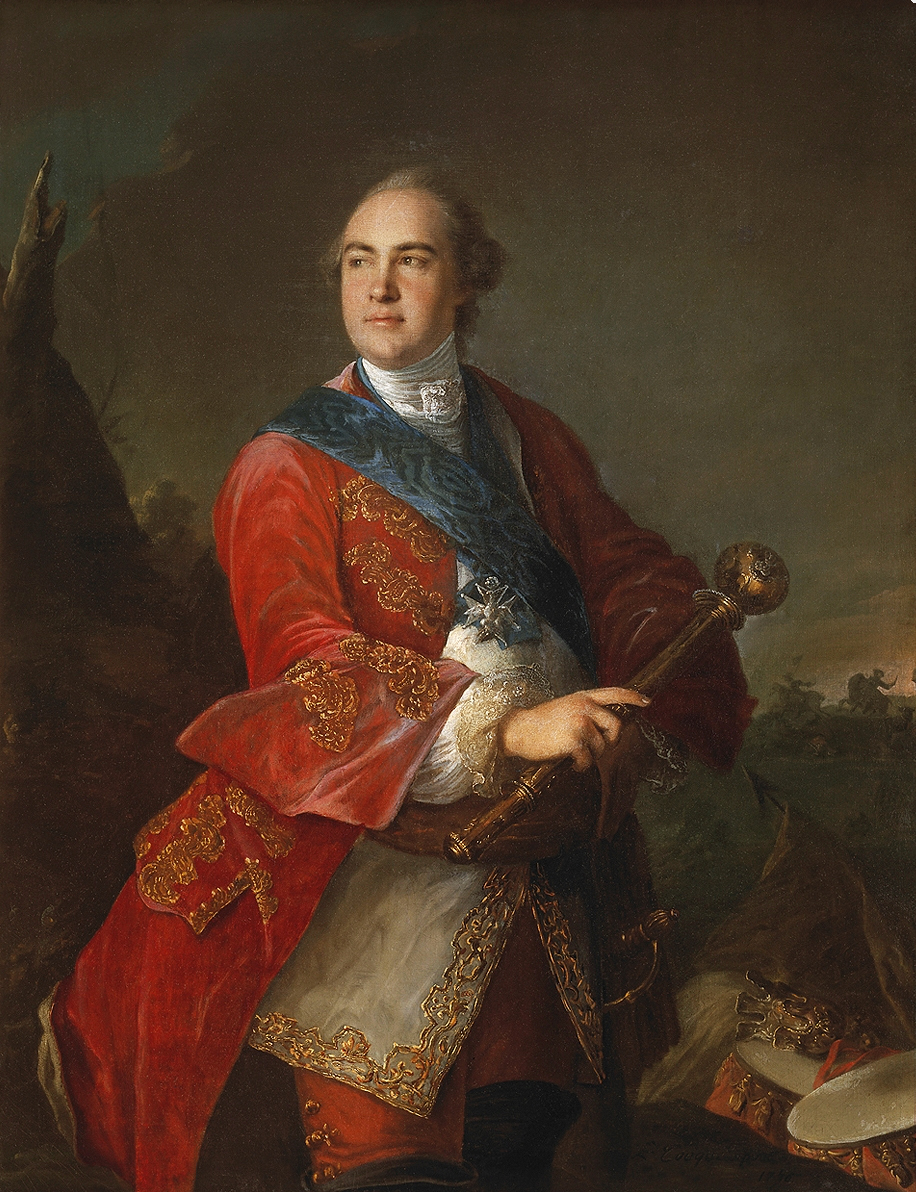
Кирило Розумовський

У Лемешах в козацькій сім'ї Григорія та Наталії Розумів народилися два брати:
- Олексій Розумовський — майбутній фельдмаршал і фаворит імператриці
- Кирило Розумовський (1728—1803) останній гетьман Лівобережної України (1750–1764), граф, генерал-фельдмаршал, президент Петербурзької академії наук (1746—1798).

У Лемешах також містилася родова усипальниця чернігівської гілки роду Богомольців, з якої походять академік Олександр Олександрович Богомолець, президент АН УРСР (1930—1946) і його правнучка — доктор Ольга Богомолець, лікарка, меценат, засновниця історико-культурного комплексу «Замок Радомисль».

## Галерея

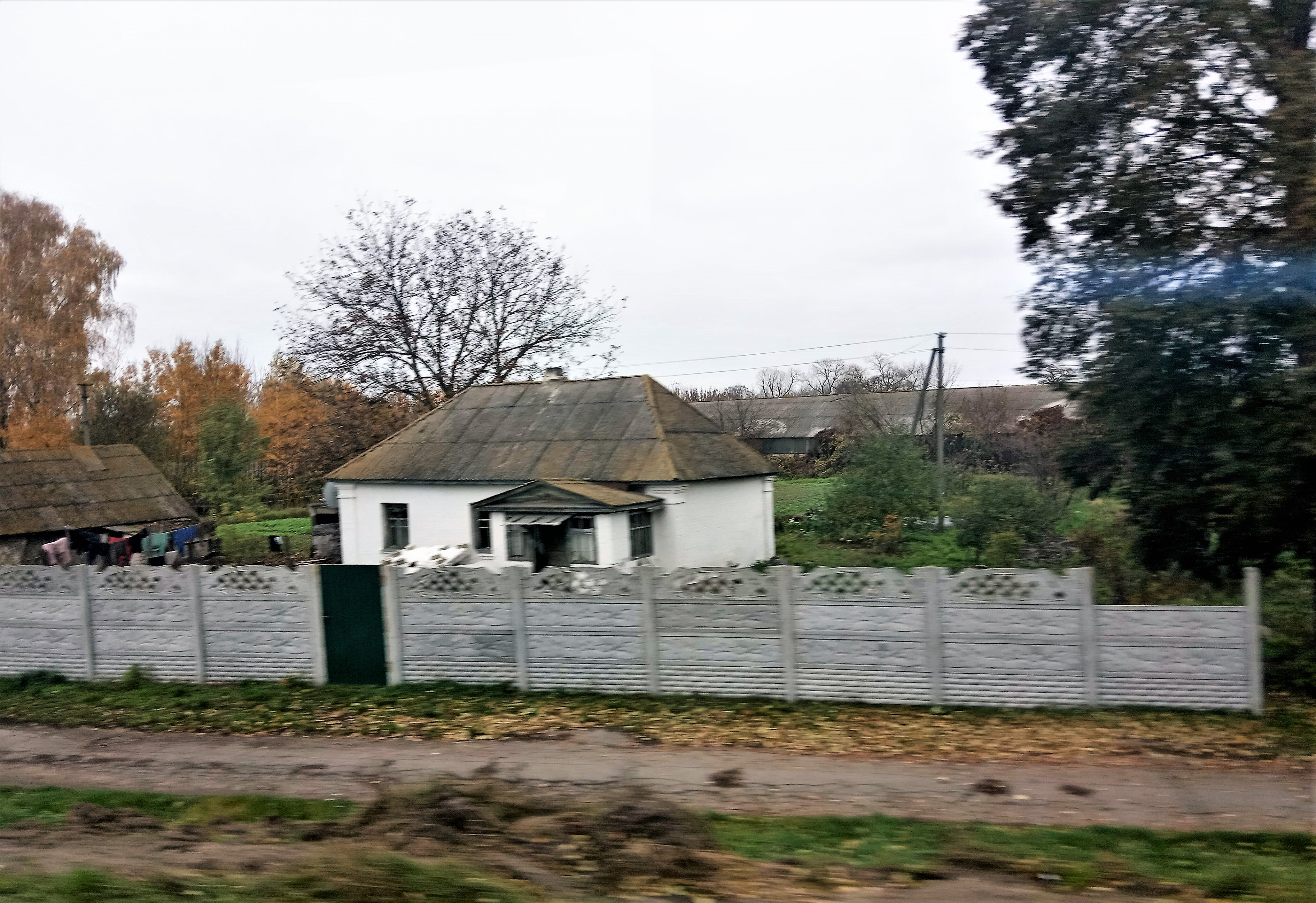
Хата в селі світлина 9 листопада 2020 року)
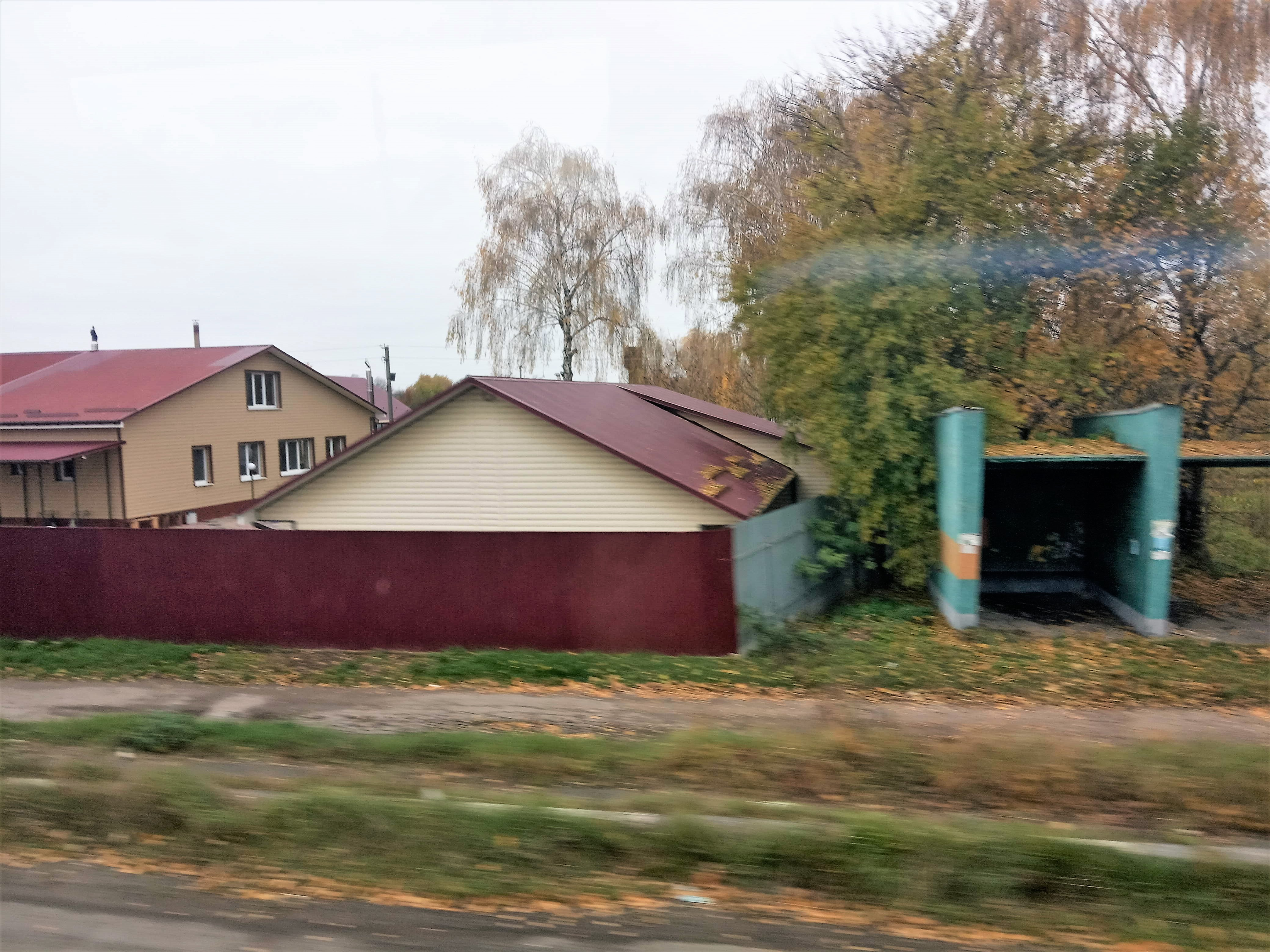
Автобусна зупинка